# لولوه الملا
لولْوه المُلّا (۱۹ آوریل ۱۹۸۸) بازیگر کویتی است. او فعالیت هنری خود را با ارائه کلیپ‌های کوتاه همراه با گروه «یعنی چی» از طریق کانال یوتیوب آن‌ها آغاز کرد. لولوه الملا نخستین پیشنهاد کاری‌اش را با بازی در یک آگهی برای شرکت «زین کویت» دریافت کرد و سپس نخستین اثر هنری‌اش را در سریال «مادرمان، نسیمی از بهشت» در ۲۰۱۵ ارائه داد. در سال‌های ابتدایی حرفه‌اش بسیار فعال بود و در بسیاری از آثار در تلویزیون، تئاتر و سینما نقش آفرید.

## زندگی و پیشه
لولْوه المُلّا در ۱۹ آوریل ۱۹۸۸ در شهر کویت متولد شد. او دوران کودکی سختی را پشت سر گذاشت، والدینش در دو سالگی از هم جدا شدند و او و خواهرش پس از جدایی، زندگی سختی را پشت سر گذاشتند. پدرش با یک زن فیلیپینی ازدواج کرد که به لولوه کمک کرد تا زبان انگلیسی را یاد بگیرد و بر آن مسلط شود. لولوه به زودی به بازیگری علاقه‌مند شد و فعالیت خود را از طریق یوتیوب آغاز کرد؛ او با گروه «یعنی چی» مجموعه‌ای از اسکچ/طرح‌های نمایشی کمدی را از طریق کانال یوتیوبشان ارائه داد. لولوه از گروه «شنو یعنی» به همکاری با تیم مؤسسهٔ لویاک منتقل شد و شروع به مشارکت در فعالیت‌های نمایشی آن‌ها کرد که ماهیتی تبلیغاتی برای شرکت‌ها و مؤسسات بزرگ داشتند.شروع واقعی کار لولوه زمانی بود که یکی از دوستانش او را برای اجرای تبلیغ یکی از شرکت‌های بزرگ مخابراتی، زین الکویت، معرفی کرد. این تبلیغ از شبکه‌های متعددی در کشورهای عربی و در کویت پخش شد و باعث شهرت گسترده او شد.
نخستین فرصت حضورش در تلویزیون زمانی رقم خورد که در سال ۲۰۱۵، به‌طور غیرمنتظره تماسی از سعاد عبدالله دریافت کرد تا نقش نوف را در سریال «مادرمان، نسیمی از بهشت» ایفا کند.در سال ۲۰۱۶، لولوه در چهار سریال ظاهر شد. او نقش نورا را در سریال «نیت‌ها» ایفا کرد، و در سریال «زن نخودفروش» همراه با حیات الفهد و به کارگردانی شعلان الدباس، نقش نیلا را بازی کرد. همچنین در سریال «چوب سبز» نقش رُوا را بر عهده داشت و در همان سال برنامه‌ای با عنوان «سناب آت» را نیز ارائه داد. در سال ۲۰۱۷، در نقش مریم در سریال «ابو طبیع» درخشید و همچنین نقش شهد را در سریال «پشم زیر ابریشم» ایفا کرد. علاوه بر این، در سریال «رؤیاپردازان» به کارگردانی خالد جمال و فیلمنامه‌نویسی اسمهان توفیق نیز حضور داشت. در سال ۲۰۱۸، لولوه نقش لینا را در سریال عاشقانهٔ «حرف زرد» ایفا کرد، در کنار هیا عبدالسلام و فؤاد علی. در همان سال، او نقش مریم را در سریال «عبرت خیابان» بازی کرد. همچنین در سریال «بلوک غشمره» در کنار چندین شخصیت مختلف نقش آفرید، این سریال با حضور بازیگران چون عبدالناصر درویش و حسن البلام و به کارگردانی خالد الفضلی تولید شد.
در سال ۲۰۱۹، لولوه نقش أسماء را در سریال «عَذراء» بازی کرد، همچنین نقش نزهت را در سریال «دورهٔ قاهره» و نقش لولو را در سریال «قرقاشهٔ ۲» ایفا نمود. در سال ۲۰۲۰، او نقش نوریه را در سریال «دورهٔ بیروت» بازی کرد که ابتدا در همان سال روی پلتفرم شاهد منتشر شد و سپس در مسابقهٔ سریال‌های رمضان ۲۰۲۱ از شبکه ام‌بی‌سی دراما پخش گردید. در سال ۲۰۲۱، سریال «خانهٔ ذلت» را ارائه داد و نقش علیاء را ایفا کرد؛ این سریال به کارگردانی احمد الفردان و فیلمنامه‌نویسی منا النوفلی ساخته شده بود. همچنین در همان سال، او در نقش شیخهٔ کبیره در سریال «روح و پرچم» درخشید که به کارگردانی منیر الزعبی تولید شده بود. در همان سال، لولوه سریال «کف دست و دف‌ها» را ارائه داد و نقش نجاة را در این سریال ایفا کرد که از شبکهٔ ام‌بی‌سی پخش شد. لولوه الملا به محض حضورش در سال ۲۰۲۲ در سریال «از خیابان هرم تا…» توانست در صدر ترندها قرار بگیرد و نقش رشا را بازی کرد.
لولوة تاکنون تنها یک فیلم تلویزیونی ارائه داده است که در سال ۲۰۱۶ ساخته شده و نام آن «وطن، پناهگاه است» است. در این فیلم، او نقش بدریه را ایفا کرده است.از سال ۲۰۱۵، لولو در چندین نمایش بازی کرده است. او بازیگری‌اش را در سال ۲۰۱۵ با نمایش «شاهزاده خانم فروز» شروع کرد و در سال ۲۰۱۶ نمایش «تنها در خانه» را اجرا کرد.در همان سال، او در نمایش‌های «آلیس در سرزمین کوتوله‌ها»، «کوزه‌گر» و همچنین نمایش «کارخانه کاکائو ۲» شرکت کرد. در سال ۲۰۱۷، در نمایش‌های «نمایش زنده: فیلم هندی» و همچنین «نمایش زنده: کاپیتان ناجی» حضور داشت. لولوه در همان سال در نمایش‌های «ترتیب» و «لیلا و گرگ» درخشید. در سال ۲۰۱۸ در نمایش «هفت بزرگ» شرکت کرد و در سال ۲۰۱۹ نمایش «شب عروسی» را که در تئاتر الیرموک اجرا شد، ارائه داد. این نمایش همچنین در فصل ریاض ۲۰۱۹ نیز به نمایش درآمد.
او یکی از مهم‌ترین چهره‌های هنری خودجوش در صحنهٔ هنری کویت محسوب می‌شود، به خصوص به این دلیل که شخصیتی کمدی و دراماتیک دارد و همین امر باعث شده است که او خیلی زود به بازیگر برجسته تبدیل شود.

## زندگی شخصی
شرایط سختی که لولوه در دوران کودکی‌اش پس از جدایی والدینش تجربه کرد، تأثیر عمیقی بر زندگی او گذاشت. او در یکی از مصاحبه‌هایش اظهار داشت که به دلیل آن تجربه تلخ و ظلمی که در آن دوران احساس کرده، تمایلی به ازدواج ندارد و به آن فکر نمی‌کند. لولوه در طول مسیر هنری‌اش که از میانهٔ دههٔ ۲۰۱۰ شروع شد، با وجود موفقیت‌های فراوان، دچار افسردگی شد و حتی به فکر خودکشی افتاد. او گفت که ناگهان احساس کرد زمان می‌گذرد و شروع به پرسیدن سؤالاتی از خود کرد که او را به مرحله‌ای از افسردگی رساند که حتی به فکر خودکشی افتاد. او افزود که چیزی که به او کمک کرد این دوران سخت را پشت سر بگذارد، حمایت و پشتیبانی خانواده‌اش بود و اگر آنها کنارش نبودند، شاید زندگی‌اش را تمام می‌کرد. او از این مرحله گذر کرده است.لولوه گفته است که مادرش نزدیک‌ترین دوستش است و توضیح داد که پس از جدایی والدینش، علی‌رغم ازدواج مجدد پدرش، خودش از ازدواج کردن امتناع کرد. او این تصمیم را ظلم به خودش می‌دانست، هرچند مادرش به او گفته بود که این ظلم نیست، اما لولوة تنها نگران بود که ازدواجش روی آیندهٔ خودش و خواهر و برادرانش تأثیر بگذارد. پدرش در اثنای انجام عمره در سال ۲۰۱۷ درگذشت.
او علاوه بر عمل‌های زیبایی ساده، از جمله تزریق بوتاکس، فقط یک عمل جراحی، عمل کوچک کردن بینی، انجام داده است. 